# HD 154278
HD 154278，又名BD+13 3295，SAO 102569、HR 6342，是一颗恒星，视星等为6.08，位于銀經33.49，銀緯29.87，其B1900.0坐标为赤經16h 59m 21.8s，赤緯+13° 29.87′ 40″。